# Szwedzki kopiec w Stonawie
Szwedzki kopiec w Stonawie – zabytek i obiekt turystyczny w Stonawie, na Śląsku Cieszyńskim.

## Opis
Na Śląsku Cieszyńskim znane są podania o szwedzkich kopcach i krzyżach upamiętniających miejsca spoczynku wojsk szwedzkich, które tu walczyły w czasie wojny trzydziestoletniej. Najbardziej znana mogiła zlokalizowana jest w Stonawie na Hołkowicach,  nieco mniej znaną jest w Pudłowie. Kopiec w Stonawi e to pozostałość po twierdzy obronnej Szwedów, zbudowanej w XIV wieku, a opuszczonej najprawdopodobniej w II połowie XV wieku. Miejsce to zostało wybrane ze względu na otaczające kopiec tereny: mokradła i bagna stanowiły dobre warunki do obrony. Kopiec szwedzki to miejscowy zabytek i obiekt turystyczny, wznosi się na wysokość 245 m n.p.m.. Jest dostępny podczas całego roku (przeszkodę dla turystów stanowi gęsta roślinność).

## Galeria

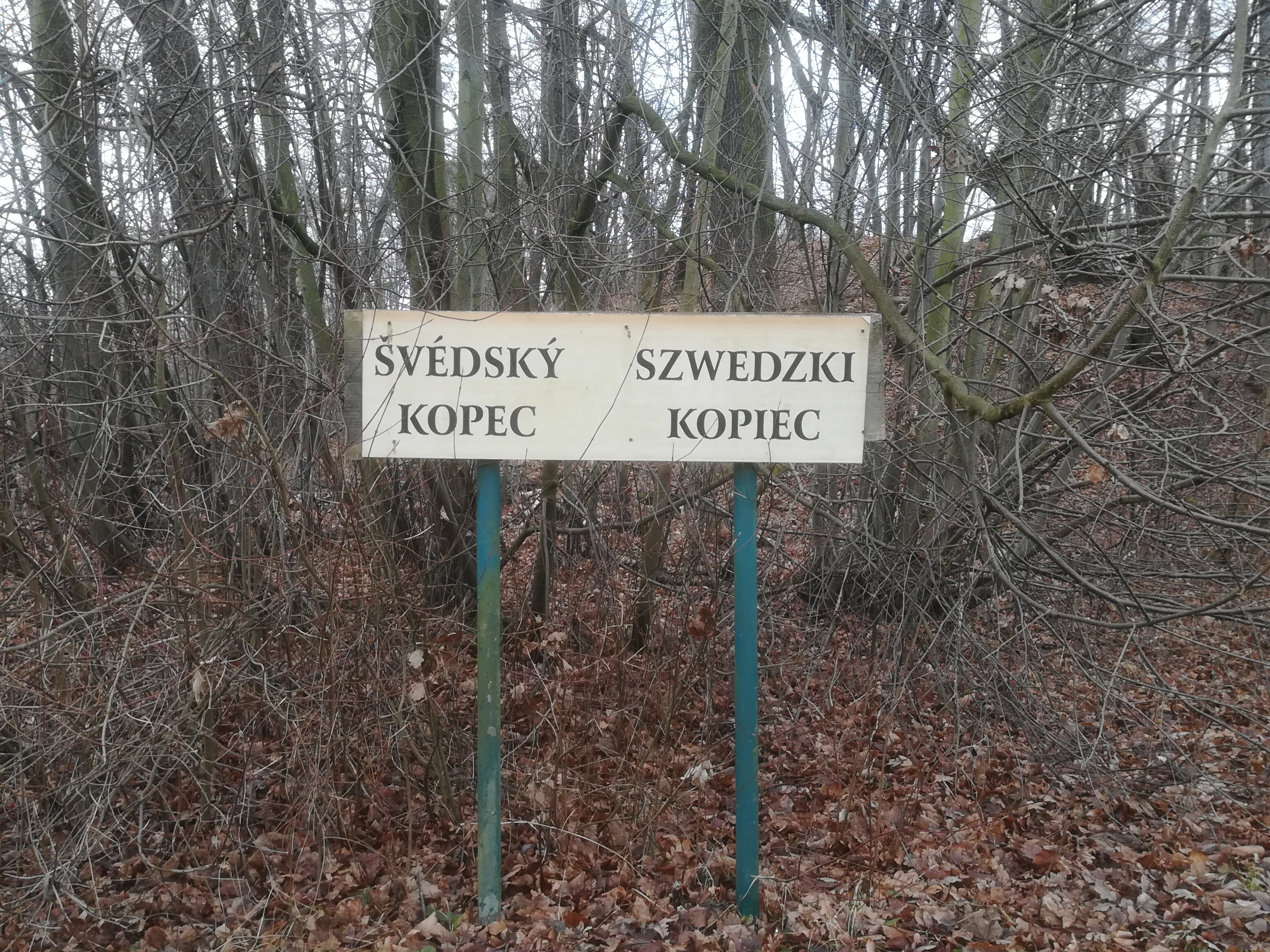
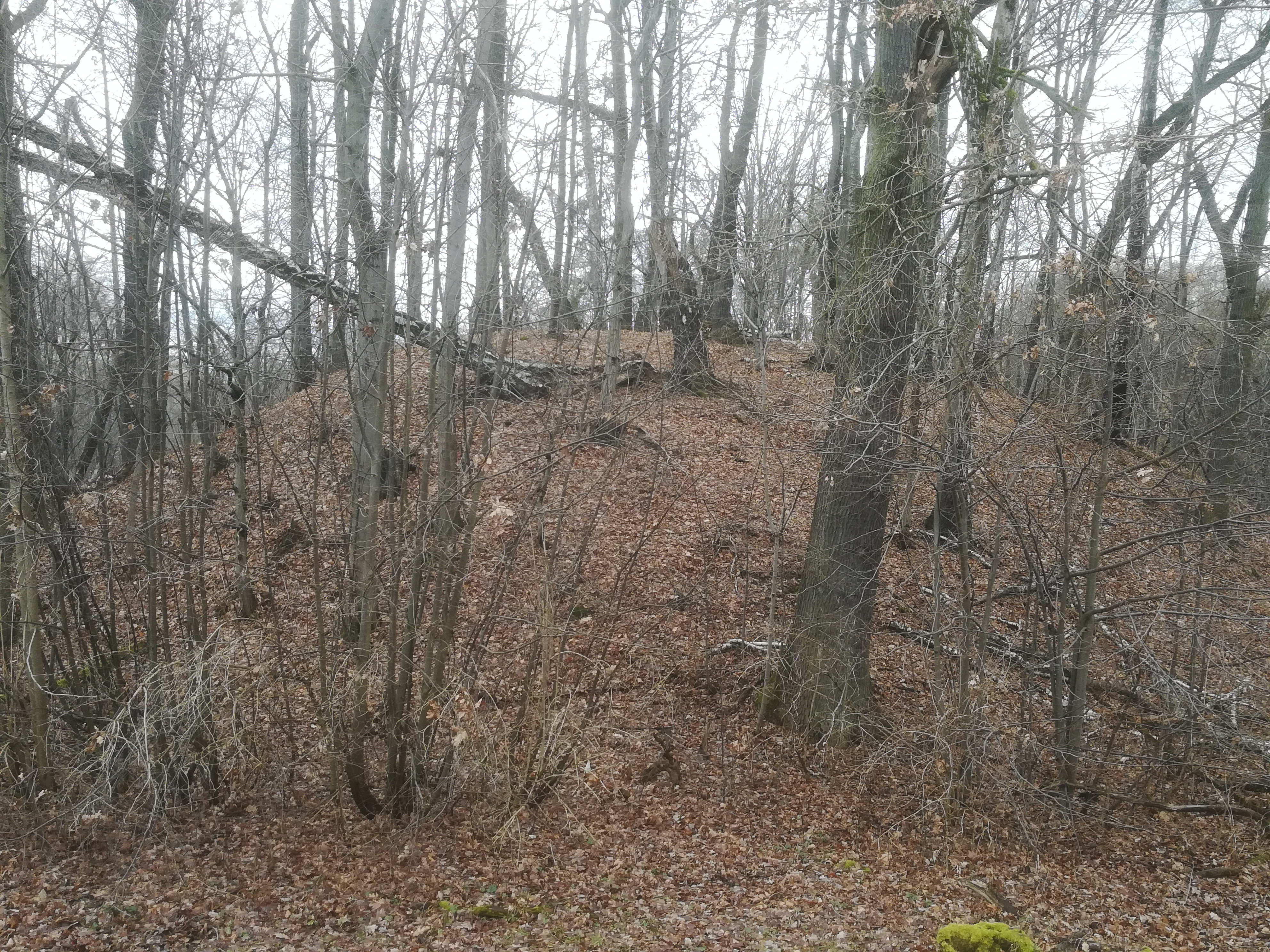
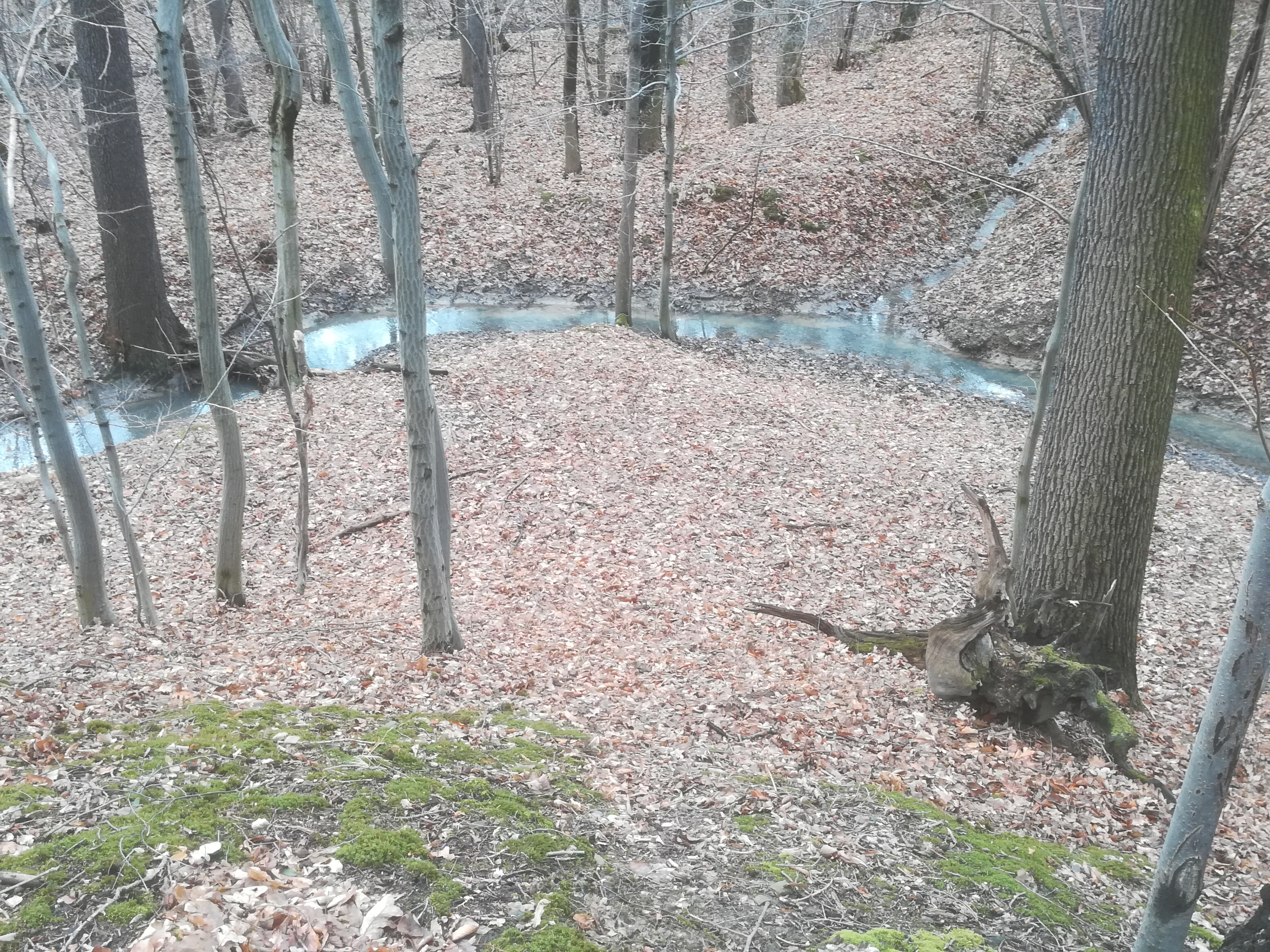
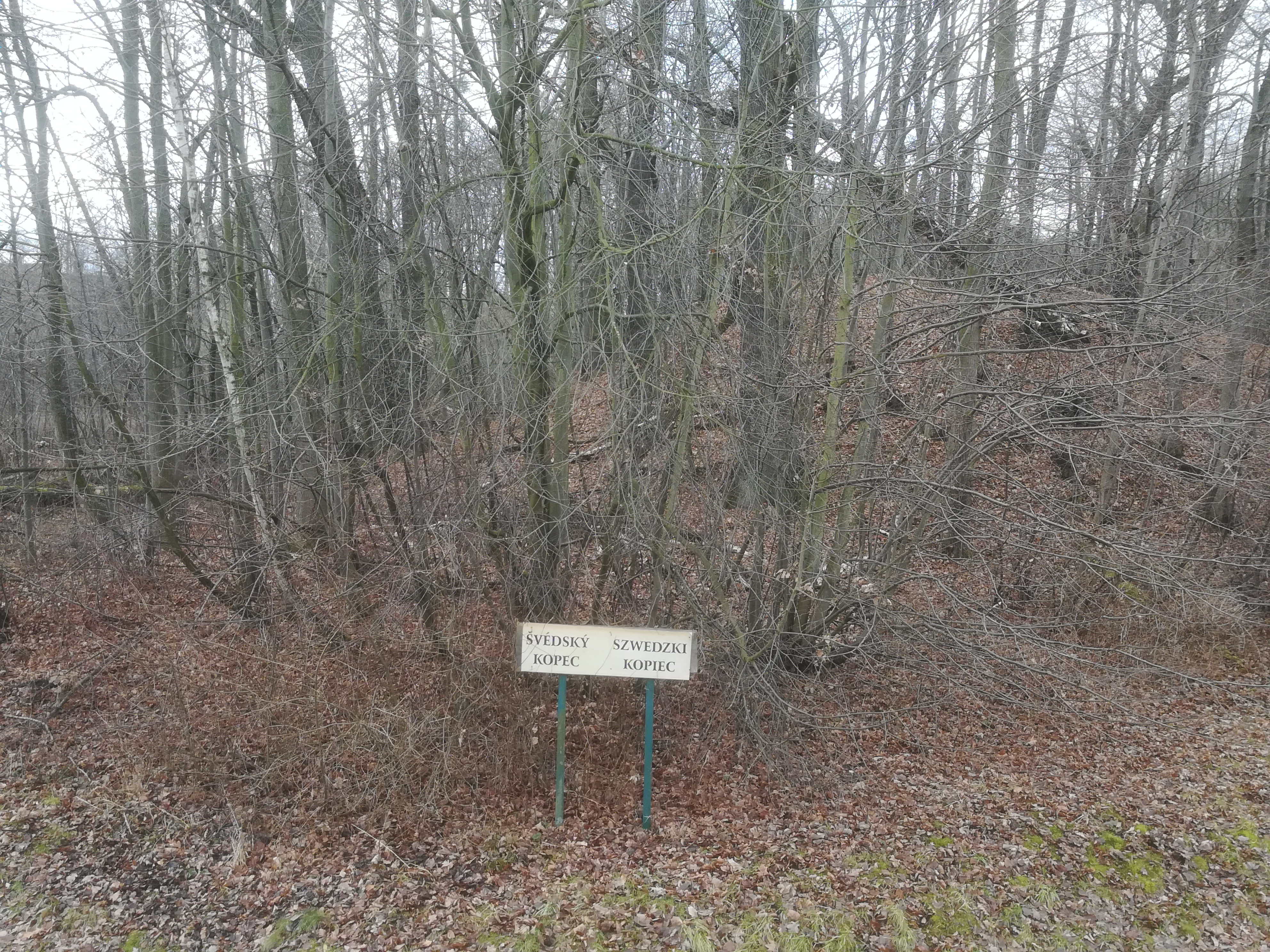